# Єрмаківське сільське поселення (Вікуловський район)
Єрмакі́вське сільське поселення (рос. Ермаковское сельское поселение) — муніципальне утворення у складі Вікуловського району Тюменської області, Росія.
Адміністративний центр — село Єрмаки.

## Історія
2004 року був ліквідований присілок Бодагова.

## Населення
Населення — 269 осіб (2020; 294 у 2018, 376 у 2010, 548 у 2002).

## Склад
До складу поселення входять такі населені пункти:
| Населений пункт    | Населення, осіб (2002) | Населення, осіб (2010) |
| ------------------ | ---------------------- | ---------------------- |
| Бодагова, присілок | 0                      | -                      |
| Єловка, село       | 87                     | 46                     |
| Єрмаки, село       | 340                    | 265                    |
| Осиновка, село     | 105                    | 65                     |
| Резанова, присілок | 16                     | 0                      |